# Salamis aglatonice
Salamis aglatonice är en fjärilsart som beskrevs av Jean Baptiste Godart 1819. Salamis aglatonice ingår i släktet Salamis och familjen praktfjärilar. Inga underarter finns listade i Catalogue of Life.